# Tatankaceratops
Tatankaceratops — род птицетазовых динозавров из подсемейства хазмозаврин, группы цератопсид, живших в меловом периоде на территории нынешней Северной Америки. Окаменелости динозавра были найдены в Южной Дакоте, США. Впервые описан палеонтологами Оттом и Ларсоном в 2010 году. Представлен одним видом — Tatankaceratops sacrisonorum.